# 聶冠卿
聶冠卿（988年—?），字长孺，新安（今安徽歙县）人。
五世祖聶師道。聂致尧之子。端拱元年（988年）出生。大中祥符五年（1012年）進士，授連州軍事推官。楊億愛其文章，荐召试学士院，後擔任馆阁校勘，预撰《景祐廣樂記》。奉旨出使契丹，契丹主好其文詞，待之甚厚。庆历元年（1040年）以兵部郎中知制诰拜翰林学士。累官昭文馆兼侍读学士。晚年告歸，卒於鄉里。著有《蕲春集》十卷，久佚。

## 延伸阅读
[在维基数据编辑]
 《宋史/卷294》，出自脱脱《宋史》